# Joshua Eilberg

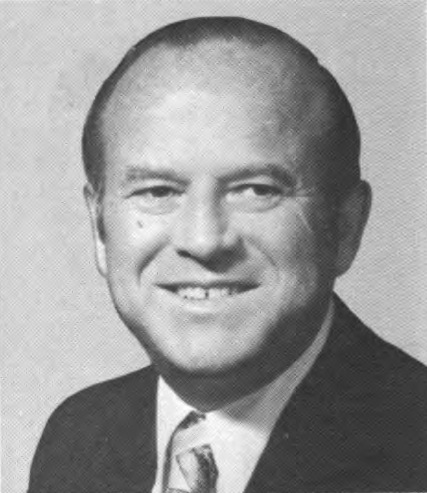
Joshua Eilberg

Joshua Eilberg (* 12. Februar 1921 in Philadelphia, Pennsylvania; † 24. März 2004 ebenda) war ein US-amerikanischer Politiker. Zwischen 1967 und 1979 vertrat er den Bundesstaat Pennsylvania im US-Repräsentantenhaus.

## Werdegang
Joshua Eilberg besuchte bis 1936 die Central High School in Philadelphia und danach die zur University of Pennsylvania gehörende Wharton School. Nach einem anschließenden Jurastudium an der Law School der Temple University in Philadelphia und seiner Zulassung als Rechtsanwalt begann er in diesem Beruf zu arbeiten. Er war außerdem Mitglied der Reserve der US Navy. Zwischen 1952 und 1954 war er in Philadelphia stellvertretender Bezirksstaatsanwalt. Gleichzeitig schlug er als Mitglied der Demokratischen Partei eine politische Laufbahn ein. Von 1954 bis 1966 saß er als Abgeordneter im Repräsentantenhaus von Pennsylvania, wo er ab 1965 die demokratische Mehrheitsfraktion leitete. In den Jahren 1960, 1964 und 1968 nahm er als Delegierter an den jeweiligen Democratic National Conventions teil. Außerdem leitete er in Philadelphia einen regionalen Parteibezirk (Democratic ward leader).
Bei den Kongresswahlen des Jahres 1966 wurde Eilberg im vierten Wahlbezirk von Pennsylvania in das US-Repräsentantenhaus in Washington, D.C. gewählt, wo er am 3. Januar 1967 die Nachfolge von Herman Toll antrat. Nach fünf Wiederwahlen konnte er bis zum 3. Januar 1979 sechs Legislaturperioden im Kongress absolvieren. In diese Zeit fielen unter anderem das Ende der Bürgerrechtsbewegung und des Vietnamkrieges sowie die Watergate-Affäre. Eilberg war zeitweise Vorsitzender des dem Justizausschuss angehörenden Unterausschusses für Einwanderung, Staatsbürgerschaft und Internationales Recht. Im Jahr 1978 wurde er nicht wiedergewählt.
Joshua Eilbergs politische Laufbahn war nicht frei von Kontroversen. So geriet er unter den Verdacht der finanziellen Untreue im Zusammenhang mit einer Spende an ein Krankenhaus in Philadelphia. Er bekannte sich schuldig und wurde zu einer fünfjährigen Bewährungsstrafe und 10.000 Dollar Geldstrafe verurteilt. Er starb am 24. März 2004 in Philadelphia.